# Gian Marco Ferrari
Gian Marco Ferrari (Parma, 15 maggio 1992) è un calciatore italiano, di ruolo difensore, svincolato.

## Caratteristiche tecniche
Mancino di piede e fisicamente potente, gioca come difensore centrale o, in caso di necessità, anche come terzino sinistro. Dotato di una buona tecnica individuale, è anche un discreto rigorista.

## Carriera

### Club

#### Gli inizi, Renate e Gubbio
Cresciuto nelle giovanili del Parma, a partire dal 2009 viene ceduto in prestito a diverse squadre delle serie inferiori. Nel 2009-2010 è al Monticelli Terme, in Eccellenza, e quindi inizia il campionato 2010-2011 nelle file del Crociati Noceto, in Seconda Divisione; impiegato solo in agosto nelle sfide di Coppa Italia contro Montichiari e Rodengo Saiano a gennaio passa al Fiorenzuola, in Serie D. Debutta con i valdardesi il 5 gennaio nella sconfitta per 2-0 sul campo del Borgo a Buggiano. A fine stagione contribuisce con 15 presenze alla salvezza dei rossoneri.
Nel 2011 torna in Seconda Divisione con il Renate. Fa il suo debutto con i nerazzurri il 17 agosto nella partita vinta per 3-1 in casa del Montichiari valida per la prima giornata del girone B della fase eliminatoria a gironi della Coppa Italia Lega Pro. Resta con i brianzoli come rincalzo per due stagioni raggiungendo i play-off nella seconda. L'anno successivo sale in Prima Divisione con il Gubbio che lo acquista in comproprietà per 600 000 euro. Esordisce con gli eugubini l'8 settembre nella partita persa per 2-1 in casa del Perugia. Nella formazione umbra viene impiegato con continuità, collezionando 30 presenze e 2 reti contro Nocerina e Lecce, le prime tra i professionisti ed entrambe su calcio di rigore.

#### Crotone
Nel 2014 viene riscattato dal Parma e passa in prestito al Crotone: Gioca la sua prima partita con i pitagorici il 17 agosto nell'incontro perso con la Casertana ai rigori valido per il secondo turno di Coppa Italia. Con i calabresi debutta poi in Serie B: partito inizialmente come riserva di Michele Cremonesi, guadagna il posto da titolare nelle gerarchie dell'allenatore Massimo Drago, chiudendo il campionato con 32 presenze. Nell'estate 2015, a seguito del fallimento del Parma, viene interamente acquistato dalla squadra calabrese. Segna la sua prima rete con i calabresi il 20 marzo 2016 nella vittoria per 4-2 contro il Pescara. Il 29 aprile, in seguito al pareggio 1-1 sul campo del Modena, conquista con i pitagorici la promozione in Serie A con tre turni d'anticipo. Chiude la stagione con 41 presenze e 1 rete in campionato e 3 presenze in Coppa Italia. La stagione successiva fa il suo debutto in Serie A il 21 agosto, nella sconfitta 1-0 in casa del Bologna.

#### Sassuolo e prestito alla Sampdoria
Il 31 agosto successivo il suo cartellino viene acquistato dal Sassuolo, che lo lascia in prestito alla squadra calabrese fino a fine stagione. Segna la sua prima rete nella massima serie il 10 dicembre nella vittoria per 2-1 sul Pescara. Chiude la sua prima stagione in Serie A con 3 reti in 37 presenze, contribuendo alla salvezza del Crotone. A fine stagione, terminato il prestito, torna al Sassuolo, che lo gira in prestito con diritto di riscatto e controriscatto alla Sampdoria. Fa il suo debutto con i blucerchiati il 12 agosto nella vittoria per 3-0 sul Foggia valida per il terzo turno di coppa Italia. Il 21 ottobre, nella vittoria per 5-0 sul Crotone, segna la sua prima rete con i liguri. Chiude la stagione con 2 reti in 30 presenze in campionato, oltre ad una presenza in Coppa Italia.

#### Ritorno al Sassuolo
Tornato al Sassuolo, debutta con gli emiliani il 12 agosto 2018 nella partita vinta 5-1 contro la Ternana valida per il terzo turno di Coppa Italia. Sigla il primo gol in neroverde il 2 settembre seguente, nella vittoria per 5-3 contro il Genoa. Termina il campionato con 4 reti in 31 presenze, alle quali si aggiunge una presenza in coppa Italia. Nella sua seconda stagione a Sassuolo, condizionata da alcuni problemi fisici, totalizza 23 presenze in campionato e una in coppa Italia. Rimane al Sassuolo anche nel 2020-2021, evidenziando una costanza di prestazioni, non solo in fase difensiva, ma anche al livello di impostazione e totalizzando 34 presenze senza reti in Serie A. Il 21 agosto 2021, dopo essere diventato vice-capitano sotto la gestione tecnica del neo allenatore Alessio Dionisi, nella partita vinta per 3-2 sul campo del Verona, veste per la prima volta la fascia da capitano del Sassuolo, fascia che veste con continuità nelle successive gare della stagione a causa del limitato impiego del capitano Francesco Magnanelli. Alla fine della stagione totalizza 36 presenze e una rete in Serie A e 2 presenze in Coppa Italia.
Nella stagione 2022-2023, con il ritiro di Magnanelli, diventa capitano della formazione neroverde, nonostante ciò, la sua annata in cui totalizza una rete in 33 presenze in campionato e una presenza in Coppa Italia, è caratterizzata da un rendimento altalenante a causa del quale, nella seconda parte di stagione, viene spesso sostituito da Tressoldi nell'undici titolare. Iniziata la stagione 2023-2024 da quarta scelta nel pacchetto di difensori centrali emiliani; pur con qualche errore, riesce nel corso dell'anno a ritagliarsi il suo spazio da titolare, disputando 31 gare in campionato, culminato con la retrocessione dei neroverdi in Serie B. Al termine dell'annata, non avendo rinnovato il proprio contratto in scadenza, lascia il club da svincolato, dopo aver collezionato un totale di 194 presenze e 7 reti con i modenesi.

#### Salernitana
Il 30 agosto 2024, da svincolato, firma un contratto annuale con la Salernitana, neoretrocessa in Serie B. Debutta con i campani il 15 settembre successivo, in un match casalingo contro il Pisa. Il 26 ottobre segna il suo primo gol, accorciando le distanze nella sconfitta per 2-1 in casa della Cremonese. Si ripete il 12 aprile 2025, segnando la rete del momentaneo 2-0 nel match casalingo vinto contro il Südtirol, chiudendo infine la stagione con 36 presenze e 3 reti, non riuscendo a salvare il club granata dalla retrocessione in Serie C, avvenuta per mano della Sampdoria ai play-out.

### Nazionale
Già convocato nell'aprile 2017 per un raduno della nazionale a Coverciano, nel giugno dello stesso anno riceve dal commissario tecnico Gian Piero Ventura la prima convocazione in partite ufficiali, in occasione di un'amichevole contro l'Uruguay, in cui però non scende in campo. Convocato anche in occasioni successive negli anni, esordisce il 28 maggio 2021 nell'amichevole contro San Marino, siglando anche il gol del momentaneo 2-0 (la partita finirà 7-0 per l'Italia).
Il 26 gennaio 2022, in seguito all'infortunio di Giorgio Scalvini e Alessandro Bastoni, viene convocato nuovamente dal commissario tecnico Roberto Mancini per uno stage in vista degli spareggi per l'accesso al campionato del mondo 2022.

## Statistiche

### Presenze e reti nei club
Statistiche aggiornate al 22 giugno 2025.
| Stagione        | Squadra          | Campionato      | Campionato | Campionato | Coppe nazionali | Coppe nazionali | Coppe nazionali | Coppe continentali | Coppe continentali | Coppe continentali | Altre coppe | Altre coppe | Altre coppe | Totale | Totale |
| Stagione        | Squadra          | Comp            | Pres       | Reti       | Comp            | Pres            | Reti            | Comp               | Pres               | Reti               | Comp        | Pres        | Reti        | Pres   | Reti   |
| --------------- | ---------------- | --------------- | ---------- | ---------- | --------------- | --------------- | --------------- | ------------------ | ------------------ | ------------------ | ----------- | ----------- | ----------- | ------ | ------ |
| 2009-2010       | Monticelli Terme | Ecc.            | 10         | 1          | CI-D            | 1               | 0               | -                  | -                  | -                  | -           | -           | -           | 11     | 1      |
| 2010-gen. 2011  | Crociati Noceto  | 2D              | 0          | 0          | CI-LP           | 2               | 0               | -                  | -                  | -                  | -           | -           | -           | 2      | 0      |
| gen.-giu. 2011  | Fiorenzuola      | D               | 15         | 0          | -               | -               | -               | -                  | -                  | -                  | -           | -           | -           | 15     | 0      |
| 2011-2012       | Renate           | 2D              | 15         | 0          | CI-LP           | 5               | 0               | -                  | -                  | -                  | -           | -           | -           | 20     | 0      |
| 2012-2013       | Renate           | 2D              | 15+1       | 1          | CI-LP           | 1               | 0               | -                  | -                  | -                  | -           | -           | -           | 17     | 1      |
| Totale Renate   | Totale Renate    | Totale Renate   | 30+1       | 1          |                 | 6               | 0               |                    | -                  | -                  |             | -           | -           | 37     | 1      |
| 2013-2014       | Gubbio           | 1D              | 30         | 2          | CI+CI-LP        | 0               | 0               | -                  | -                  | -                  | -           | -           | -           | 30     | 2      |
| 2014-2015       | Crotone          | B               | 32         | 0          | CI              | 1               | 0               | -                  | -                  | -                  | -           | -           | -           | 33     | 0      |
| 2015-2016       | Crotone          | B               | 41         | 1          | CI              | 3               | 0               | -                  | -                  | -                  | -           | -           | -           | 44     | 1      |
| 2016-2017       | Crotone          | A               | 37         | 3          | CI              | 0               | 0               | -                  | -                  | -                  | -           | -           | -           | 37     | 3      |
| Totale Crotone  | Totale Crotone   | Totale Crotone  | 110        | 4          |                 | 4               | 0               |                    | -                  | -                  |             | -           | -           | 114    | 4      |
| 2017-2018       | Sampdoria        | A               | 30         | 2          | CI              | 1               | 0               | -                  | -                  | -                  | -           | -           | -           | 31     | 2      |
| 2018-2019       | Sassuolo         | A               | 31         | 4          | CI              | 1               | 0               | -                  | -                  | -                  | -           | -           | -           | 32     | 4      |
| 2019-2020       | Sassuolo         | A               | 23         | 0          | CI              | 1               | 0               | -                  | -                  | -                  | -           | -           | -           | 24     | 0      |
| 2020-2021       | Sassuolo         | A               | 34         | 0          | CI              | 0               | 0               | -                  | -                  | -                  | -           | -           | -           | 34     | 0      |
| 2021-2022       | Sassuolo         | A               | 36         | 1          | CI              | 2               | 0               | -                  | -                  | -                  | -           | -           | -           | 38     | 1      |
| 2022-2023       | Sassuolo         | A               | 33         | 1          | CI              | 1               | 0               | -                  | -                  | -                  | -           | -           | -           | 34     | 1      |
| 2023-2024       | Sassuolo         | A               | 31         | 1          | CI              | 1               | 0               | -                  | -                  | -                  | -           | -           | -           | 32     | 1      |
| Totale Sassuolo | Totale Sassuolo  | Totale Sassuolo | 188        | 7          |                 | 6               | 0               |                    | -                  | -                  |             | -           | -           | 194    | 7      |
| 2024-2025       | Salernitana      | B               | 34+2       | 3          | CI              | 0               | 0               | -                  | -                  | -                  | -           | -           | -           | 36     | 3      |
| Totale carriera | Totale carriera  | Totale carriera | 449        | 20         |                 | 20              | 0               |                    | -                  | -                  |             | -           | -           | 467    | 20     |

### Cronologia presenze e reti in nazionale
| Cronologia completa delle presenze e delle reti in nazionale ― Italia | Cronologia completa delle presenze e delle reti in nazionale ― Italia | Cronologia completa delle presenze e delle reti in nazionale ― Italia | Cronologia completa delle presenze e delle reti in nazionale ― Italia | Cronologia completa delle presenze e delle reti in nazionale ― Italia | Cronologia completa delle presenze e delle reti in nazionale ― Italia | Cronologia completa delle presenze e delle reti in nazionale ― Italia | Cronologia completa delle presenze e delle reti in nazionale ― Italia |
| Data                                                                  | Città                                                                 | In casa                                                               | Risultato                                                             | Ospiti                                                                | Competizione                                                          | Reti                                                                  | Note                                                                  |
| --------------------------------------------------------------------- | --------------------------------------------------------------------- | --------------------------------------------------------------------- | --------------------------------------------------------------------- | --------------------------------------------------------------------- | --------------------------------------------------------------------- | --------------------------------------------------------------------- | --------------------------------------------------------------------- |
| 28-5-2021                                                             | Cagliari                                                              | Italia                                                                | 7 – 0                                                                 | San Marino                                                            | Amichevole                                                            | 1                                                                     |                                                                       |
| Totale                                                                |                                                                       | Presenze                                                              | 1                                                                     |                                                                       | Reti                                                                  | 1                                                                     |                                                                       |